# Долац
Долац (рум. Dolaț) — село у повіті Тіміш в Румунії. Входить до складу комуни Лівезіле.
Село розташоване на відстані 411 км на захід від Бухареста, 38 км на південь від Тімішоари.

## Населення
За даними перепису населення 2002 року у селі проживали 559 осіб.
Національний склад населення села:
| Національність | Кількість осіб | Відсоток |
| -------------- | -------------- | -------- |
| румуни         | 458            | 81,9%    |
| угорці         | 65             | 11,6%    |
| німці          | 27             | 4,8%     |
| цигани         | 8              | 1,4%     |

Рідною мовою назвали:
| Мова      | Кількість осіб | Відсоток |
| --------- | -------------- | -------- |
| румунська | 485            | 86,8%    |
| угорська  | 43             | 7,7%     |
| німецька  | 23             | 4,1%     |
| циганська | 8              | 1,4%     |